# مقاطعة قائنات
مقاطعة قائنات (بالفارسية: شهرستان قائنات) هي إحدى مقاطعات محافظة خراسان الجنوبية في إيران. كان عدد سكان المقاطعة سنة 2006 حوالي 99,228 نسمة.